# Douxan
Douxan ist ein künstlicher Süßstoff. Douxan ist intensiv gelb gefärbt und hat einen Schmelzpunkt um 97 °C. Die Süßkraft liegt etwa bei 1000 Saccharose-Äquivalenten.
Aufgrund seiner Toxizität ist die Substanz seit den 1950er Jahren nicht mehr kommerziell in Gebrauch.